# Xiaomi Redmi Note 8 Pro
Redmi Note 8 Pro nebo také Xiaomi Redmi Note 8 Pro je mobilní telefon značky Xiaomi a její podznačky Redmi.

## Barvy
- bílá (Pearl White)
- černá / šedá (Mineral Grey)
- zelená (Forest Green)

## Zajímavosti
Redmi Note 8 Pro je první mobilní telefon s 64 MP fotoaparátem.
Telefon podporuje 18 W rychlonabíjení.

## Galerie

Logo společnosti Xiaomi
Logo podznačky Redmi